# Naval Base Coronado

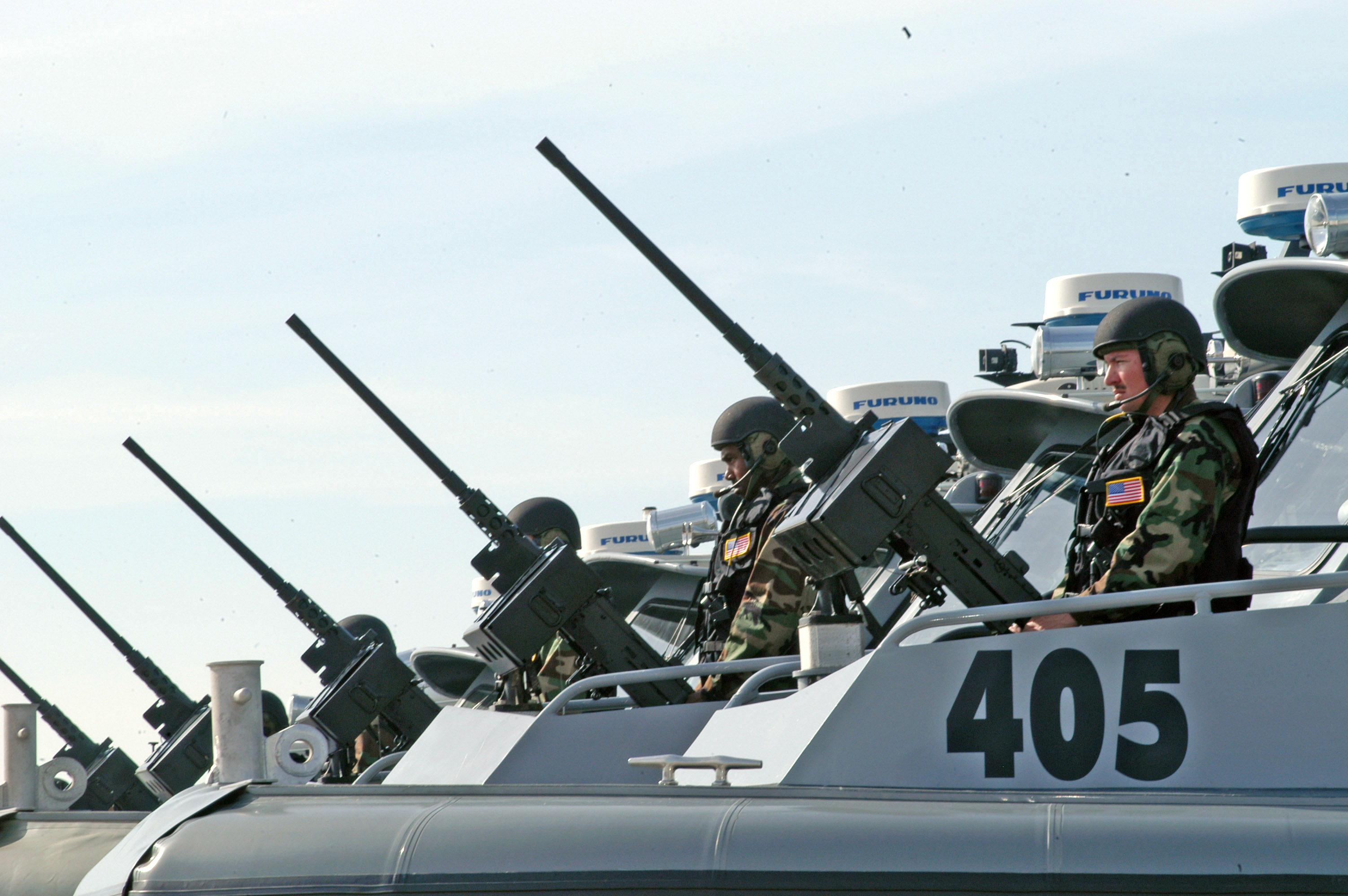
Sicherungskräfte der Naval Base Coronado (2006)

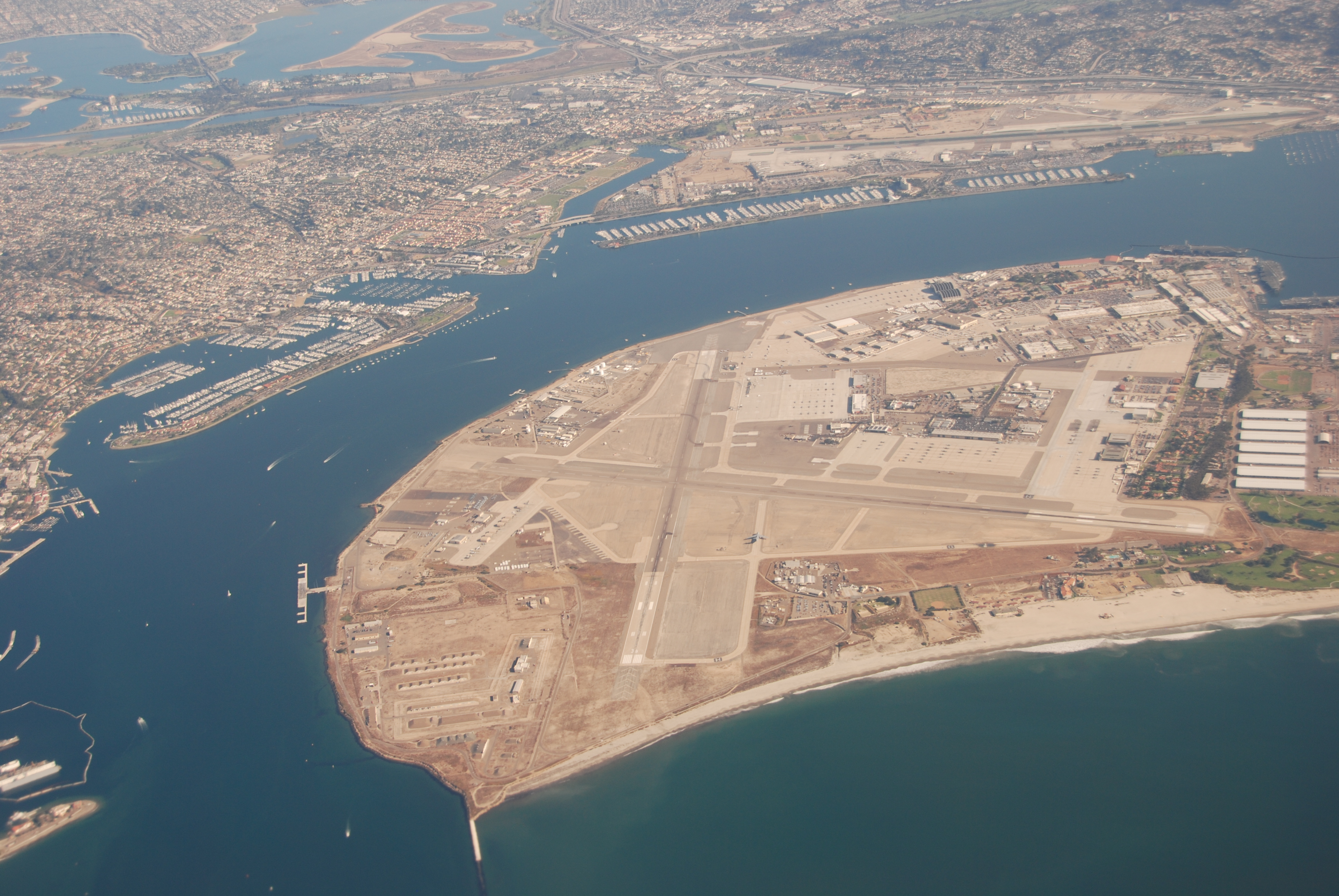
Luftbild der Naval Base Coronado (2010)

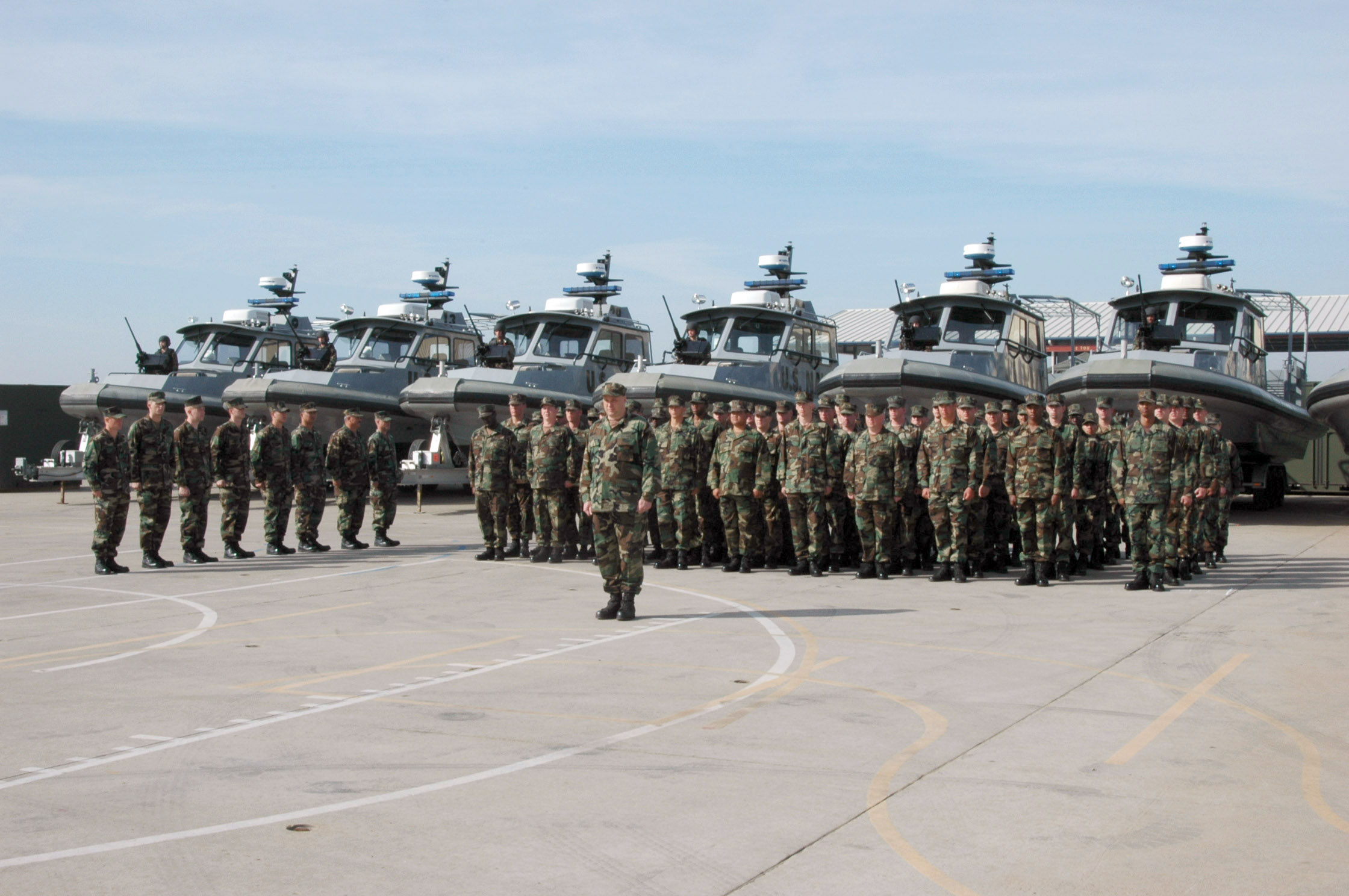
„Strammstehen“ auf der Naval Base Coronado

Naval Base Coronado (NBC) ist eine Militärbasis der United States Navy im Bundesstaat Kalifornien, die acht Einrichtungen umfasst und sich von San Clemente Island, 70 Meilen westlich von San Diego bis zum Mountain Warfare Training Camp Michael Monsoor und Camp Morena, 60 Meilen östlich von San Diego, erstreckt.

## Organisation
1997 wurde die Marinebasis Coronado gegründet, die unter einem Kommandeur acht separate Marineanlagen umfasst:
- Naval Air Station Nordinsel (NASNI)
- Amphibische Marinebasis Coronado (NAB)
- Naval Outlying Landing Field Imperial Beach (NOLFIB)
- Hilfslandeplatz der Marine San Clemente Island (NALFSCI)
- Silver Strand Training Complex (SSTC), früher bekannt als Naval Radio Receiving Facility
- Ausbildungslager für Gebirgskampf Michael Monsoor (MWTCMM)
- Lager Morena und
- Remote Training Site, Warner Springs (RTSWS).

Diese Einrichtungen haben  eine Fläche von mehr als 230 km² und machen NBC zum größten Kommando im Südwesten der USA.
NBC hat über 36.000 militärische und zivile Mitarbeiter, das sind über 30 % der Gesamtbelegschaft der Region und die größte Belegschaft im San Diego County.

## Basen
Marinefliegerhorst North Island (NASNI) ( 32.699167° N 117.215278° W )
NASNI befindet sich am nördlichen Ende von Coronado Island in der Bucht von San Diego und ist der Heimathafen mehrerer Flugzeugträger der United States Navy. Die Installation beherbergt auch fast alle Hubschraubergeschwader der Pazifikflotte, mehrere Starrflügelgeschwader, mehrere Einrichtungen der Naval Air Reserve und beherbergt sowohl das Fleet Readiness Center Southwest (ehemals Naval Aviation Depot North Island) als auch das Hauptquartier von Commander Naval Air Forces. Es ist Teil des größten Luft- und Raumfahrt-Industriekomplexes der United States Navy, der 230 km² großen Marinebasis Coronado im kalifornischen San Diego County.
Naval Amphibious Base Coronado (NAB) ( 32.67547° N 117.160649° W )
Die NAB ist ein wichtiges Landkommando, das 27 Einliegerkommandos unterstützt. Es bildet an der Westküste den Schwerpunkt für die Ausbildung und den Einsatz von Spezialkräften. In der Basis sind 5000 Militärangehörige (einschließlich Reservepersonal) und 7000 Auszubildende stationiert.
Naval Outlying Landing Field Imperial Beach ( 32°33′48″ N 117°06′42″ W )
NOLF IB, früher als Naval Air Station Imperial Beach bekannt, ist eine Einrichtung für Hubschrauber. Sie befindet sich auf 5 km² ungefähr 23 km südlich von San Diego und innerhalb der Stadtgrenzen von Imperial Beach, Kalifornien. Es wird lokal als "Ream Field" bezeichnet. Es ist bekannt als "Die Hubschrauberhauptstadt der Welt".
Hilfslandeplatz der Marine San Clemente Island ( 33°01′22″ N 118°35′19″ W )
SCI, auch bekannt als Frederick Sherman Field, ist ein Militärflughafen auf San Clemente Island.
Silver Strand Trainingskomplex ( 32.596389° N 117.128056° W )
Das SSTC zwischen Imperial Beach und Coronado ist die wichtigste Ausbildungsstätte für die Spezialeinheiten des US-Militärs.
SERE-Schulungseinrichtung Warner Springs
dem Trainingsgelände der US Navy in Warner Springs werden Überlebens-, Ausweich-, Widerstands- und Fluchttraining (SERE) für Flugbesatzungen der US Navy und des US Marine Corps, für Spezialkriegsführung der Marine, für Aufklärung der Marine Corps Force Recon und für Spezialoperationen des Marine Corps durchgeführt, im Cleveland National Forest gelegen. Die Einrichtung ist eine von zwei solchen Einrichtungen in der US-Marine, mit einer Gegenstelle an der Ostküste in Maine. Es befindet sich in einer abgelegenen Gegend in der Nähe der Gemeinde Warner Springs im Nordosten von San Diego County auf einer Höhe von etwa 3200 Fuß. Das Camp besteht aus einem Hauptquartier mit einem Verwaltungsgebäude, mehreren Kasernengebäuden, einer Kläranlage und einem Schulungsgelände.
Camp Michael Monsoor Mountain Warfare Trainingsanlage
MWTF, früher bekannt als La Posta Mountain Warfare Training Facility, befindet sich 50 Meilen östlich von San Diego in der Nähe der Stadt Campo im San Diego County und ist eine 4 km2 große Trainingsanlage, die vom Naval Special Warfare Center genutzt wird.
Camp Morena ( 32°42′38″ N 116°31′03″ W )
Das Hotel liegt nördlich des Lake Morena County Park in der Nähe von Campo, San Diego County, Kalifornien.

## In den Medien
Ende 2007 wurde bekannt gegeben, dass die Marine 600.000 US-Dollar für „Tarnung“ durch Landschaftsgestaltung und Dachumbauten ausgeben wolle, damit eine in den 1960er Jahren errichtete Kaserne in der Amphibischen Basis Coronado aus der Luft nicht mehr wie ein nationalsozialistisches Hakenkreuz aussehe. Die Ähnlichkeit blieb von der Öffentlichkeit jahrzehntelang unbemerkt, bis sie in Luftbildern auf Google Earth entdeckt wurde (Koordinaten 32,67657° N 117,15827° W ).